# Tatort: Das Dorf
Das Dorf ist ein Fernsehfilm aus der Krimireihe Tatort. Justus von Dohnányis Film ist der zweite Fall des Wiesbadener LKA-Ermittlers Felix Murot. Der vom Hessischen Rundfunk produzierte Beitrag wurde am 4. Dezember 2011 auf Das Erste erstgesendet.

## Handlung
LKA-Hauptkommissar Felix Murot wird von Kommissar Streuer, einem ehemaligen Kollegen, in ein kleines Dorf im Taunus gerufen, um ihm bei den Ermittlungen in einem Mordfall zu helfen. Dort angekommen, stellt sich jedoch heraus, dass der Täter, Thorsten Passig, Selbstmord begangen und das in einem Abschiedsbrief angekündigt hat.
Der Fall scheint gelöst, doch Murot leidet unter den Auswirkungen eines Gehirntumors und kehrt daher nicht sofort in das Präsidium nach Wiesbaden zurück. Stattdessen versucht er, im örtlichen Wirtshaus ein Zimmer zu bekommen, scheitert jedoch an der Ablehnung der Dorfbewohner Fremden gegenüber. Zudem wird er von vorübergehenden Halluzinationen heimgesucht. Als er nach Hause fahren will, kommt er von der Straße ab und bleibt mit seinem Auto auf einem Feld stehen, wo er einschläft. Am Morgen zweifelt er an seiner Wahrnehmung, als der totgeglaubte Passig an ihm vorbeiläuft. Während Murot weiterermittelt, erhärtet sich jedoch sein Verdacht, dass etwas nicht stimmt, denn die Leiche des angeblichen Selbstmörders ist verschollen. Gernot Ulm, der Assistent von Kommissar Streuer, hat sie nach München schicken lassen, wo sie jedoch nicht angekommen ist. Nach der Befragung der Witwe des Opfers erscheint Passigs Mordmotiv sehr zweifelhaft.
Murot freundet sich mit dem Dorfmagnaten Bemering an, der ihn für einen kultivierten Gleichgesinnten hält und auf sein Schloss einlädt. Dort lernt Murot Bemerings Mutter und die attraktive Ärztin Dr. Herkenrath kennen. Während er am Piano vorspielt, halluziniert er erneut und sieht Bemerings Mutter als Kessler-Zwillinge verdoppelt singen und tanzen. In der Nacht blättert er heimlich in Fotoalben der Familie, wird dabei jedoch von Mutter Bemering ertappt. Am nächsten Morgen bietet ihm Bemering eine Zusammenarbeit und die Dienste des örtlichen Polizisten Gernot Ulm an.
Später sucht Murot die Praxis von Dr. Herkenrath auf, die ihn wegen seiner Schwindelgefühle untersucht und seinen Tumor entdeckt. Ihre kleine Dorfpraxis erweist sich als gut ausgestattete Klinik und als Falle für den Hauptkommissar. Er wird mit Medikamenten ruhiggestellt, und Dietrich, der Chauffeur Bemerings, verhindert von dem Moment an jeden Kontakt zur Außenwelt. Passig, der ebenfalls in der Klinik festgehalten wird, will nicht mit ihm kooperieren. Der Geselle des örtlichen Schmieds, der Murot helfen will, wird von Dietrich in der Werkstatt erdrosselt. Es gelingt dem Hauptkommissar jedoch, auf einem fremden Handy eine SMS als Hilferuf an seine Kollegin Magda Wächter abzusetzen.
Bei einem weiteren Gespräch mit Bemering offenbart ihm dieser, dass er seit Jahren Organhandel betreibt und diese Organe dann Menschen transplantiert, die seiner Meinung nach einen höheren Wert als andere besitzen. Auf die gleiche Weise hat er sich die Unterstützung von Gernot Ulm gesichert, dessen Sohn auf eine weitere Organspende angewiesen ist. Als Murot ihn deswegen verurteilt, scheint sein Todesurteil besiegelt. Er wird abermals betäubt, und Dr. Herkenrath behauptet der auf den Hilferuf hin herbeigeeilten Magda Wächter gegenüber, er sei an seinem Hirntumor verstorben. Murot konnte jedoch vorher die Medikamente austauschen und gibt als scheinbare Leiche seiner Kollegin ein Zeichen, die daraufhin die Polizei alarmiert. Bemering und Dr. Herkenrath werden verhaftet.

## Hintergrund

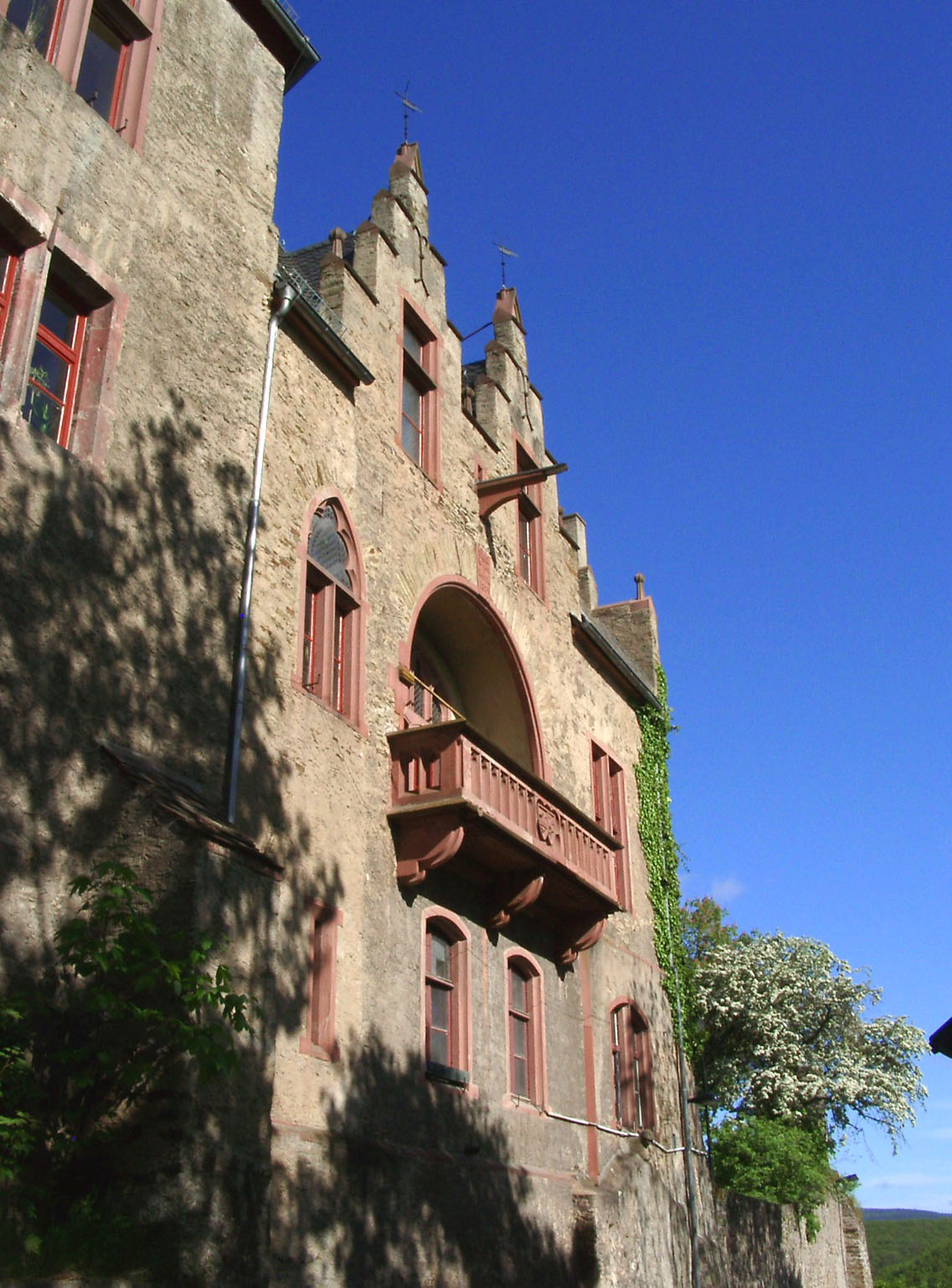
Drehort: Schloss Kransberg

Die Dreharbeiten zu Das Dorf fanden vom 8. März 2011 bis zum 14. April 2011 in Frankfurt und Umgebung unter dem Arbeitstitel Murot in Behandlung statt. Die Szenen im namensgebenden Dorf wurden in Kransberg bzw. Schloss Kransberg sowie an den Eschbacher Klippen gedreht.

## Rezeption

### Einschaltquoten
Die Erstausstrahlung von Das Dorf am 4. Dezember 2011 wurde in Deutschland insgesamt von 6,82 Millionen Zuschauern gesehen und erreichte einen Marktanteil von 18,1 Prozent für Das Erste; in der Gruppe der 14- bis 49-jährigen Zuschauer konnten 2,20 Millionen Zuschauer und ein Marktanteil von 13,8 Prozent erreicht werden.
In Österreich wurden 530.000 Zuschauer und 17 Prozent Marktanteil erzielt.

### Kritik
Zu kaum einer anderen Tatort-Folge gab es ein so gegensätzliches Echo in der Kritik wie zu Das Dorf. So schrieb Rainer Tittelbach von tittelbach.tv: „LKA-Mann Murot gerät in ein Horror-Dorf – und in höchste Lebensgefahr. Dieser „Tatort“ ist ein Lust-Objekt für Filmfans. Die latente Angst zaubert eine Spielwiese von kafkaesker Bedrohlichkeit. Dr. Mabuse und Edgar Wallace grüßen schwarzweiß aus der Gruft. Tukur glänzt in Film-Noir- & Musical-Ambiente – und Claudia Michelsen als sadistische Dorfärztin kommt mit der Spritze. Dieser „Tatort“ ist aus Raum, Zeit und Krimi-Konvention gefallen. Ein intellektueller Spaß, ein cineastisches Vergnügen, ein Kritiker-Film. Doch hoffentlich nicht nur! Auf jeden Fall ein TV-Stück, das einem lange in Erinnerung bleiben wird.“
Bei der Frankfurter Allgemeinen Zeitung wertete Jochen Hieber: „Es lohnt nicht, weitere Ungereimtheiten aufzulisten. Denn angesichts des hanebüchenen Verlaufs wird rasch klar, dass es dem Regisseur Justus von Dohnányi unter dem Deckmantel des „Tatorts“ um etwas ganz anderes geht: um eine leicht surreale und ziemlich skurrile Komödie voller ironischer Anspielungen etwa auf die noch in Schwarzweiß gedrehten Krimis der fünfziger Jahre. […] Alle am Filmteam Beteiligten dürften während der Dreharbeiten im Taunusstädtchen Usingen vor einigen Monaten sehr viel Spaß gehabt haben. Nach deren Abschluss versprach Ulrich Tukur dann in einem Interview uns Zuschauern „den schrägsten ,Tatort‘, den Sie je gesehen haben“. Schräg ist der Film von Justus von Dohnányi allemal, ein „Tatort“ aber eher nicht.“
Christian Buß von Spiegel Online urteilte: Ein Absturz ist die Episode ‚Das Dorf‘ (Buch: Daniel Nocke), der zweite ‚Tatort‘ mit Tukur als Murot, in einer Hinsicht auf jeden Fall geworden: Ein Krimi, dessen Handlung aus der Perspektive eines wahrnehmungsgestörten Ermittlers entwickelt wird und dessen Plot komplett der Sanges- und Tanzlust seines Hauptdarstellers unterworfen ist, kann natürlich nicht aufgehen. Auch die Referenzen ans rustikale deutsche Gruselkino sind nicht sehr weit über dem Niveau von ‚Neues vom Wixxer‘, der von Oliver Kalkofe und Oliver Welke angeschobenen, arg groben Wallace-Hommage. Erstaunlicherweise ist dieser Befund beim Anschauen dieses „Tatort“-Krimis irgendwann völlig schnuppe – zumindest, wenn man bereit ist, sich aufs Ego-Ballett Tukurs einzulassen: Als groteske Revue eines Mannes, der vom Tumor in seinen [sic] Kopf zu einem Tanz zwischen Wahn und Wirklichkeit getrieben wird, entfaltet der Film eine elegante, eine irre Wucht.
Für den Stern schrieb Ina Linden: „Dieser Krimi zeigt mit jeder Pore, das [sic] er kein gewöhnlicher ‚Tatort‘ ist: In ‚Das Dorf‘ mischen sich großartige Schauspieler und die Handschrift des eigenwilligen Neu-Regisseurs Dohnány zu einem morbiden Gesamtkunstwerk. Die Musik von Stefan Will unterstützt den Gruselfaktor. Ein einsamer Kontrabass mischt sich langsam mit rhyhthmischen [sic] Geigen. Ein Klavier wirft immer wieder in kleinen verstörenden Motiven Fragen auf. Da verzeiht man dem „Tatort“ auch die allesamt motzigen Dorfbewohner und die zu vorhersehbare Handlung. Bitte, bitte, mehr davon.“
Christian Sieben von rp-online.de meinte: „Mal Klamotte, mal Revue, mal Kabarett, mal Musical, mal Geisterbahn. Mal „The Big Lebowsky“ im Drogenrausch, mal „The Cell“ ohne Jennifer Lopez. Die eigentliche Krimihandlung drehte sich ums Thema illegale Organspende, was in der irritierenden Bilderflut völlig unterging. War das nun gut oder schlecht? Genial oder daneben? Seltsam war es, soviel ist mal sicher. Der Hauptdarsteller dürfte seine Freude daran haben. Die letzten Worte in der letzten Szene waren vielleicht das Motto des Films: „Ach, Quatsch! Zum Wohle!“, grinste Ulrich Tukur. So viel zum Thema: ernst gemeint.“

## Auszeichnungen
Der Tatort Das Dorf war für den Grimme-Preis 2012 nominiert. Hauptdarsteller Ulrich Tukur wurde für seine Leistung in Das Dorf für den Hessischen Fernsehpreis 2011 nominiert.